# Problèmes économiques
Problèmes économiques est une revue bimensuelle publiée entre janvier 1948 et septembre 2016 par la Direction de l'information légale et administrative (DILA) sous la marque La Documentation française.
Elle a pour objectif de proposer une information économique et sociale accessible au non-spécialiste, présentant l'état des travaux et des débats publiés par les revues économiques françaises et étrangères, par les organisations internationales et les centres de recherche.

## Historique
La revue est née le 1er janvier 1948 de la fusion du Bulletin hebdomadaire d'informations économiques, édité par la Documentation française, et de la Revue hebdomadaire de la presse économique française, publiée par de Centre national d'information économique de l'Insee. 
Elle a cessé de paraître fin septembre 2016 (n° 3139), ne pouvant « bénéficier d’une diffusion numérique de ses contenus en raison des droits d’auteur » et ne répondant « plus suffisamment aux attentes d’une partie de ses lecteurs »,.

## Fonctionnement
Bimensuelle, la revue comporte en général 48 pages, et est structurée autour d'un thème illustré par 4 à 6 articles issus de revues françaises ou étrangères. Chaque année, deux numéros spéciaux de 64 pages permettent d’approfondir une question centrale de l’actualité. L’ensemble de ces numéros aborde les événements économiques nationaux et internationaux.